# Bronisław Piekarski
Bronisław Michał Piekarski (ur. 13 czerwca 1901 w Warszawie, zm. 13 stycznia 1960 tamże) – inżynier, żołnierz Armii Krajowej. Ojciec dziennikarza i warsawianisty Macieja Piekarskiego.
Syn Ludwika i Zofii. Podczas powstania warszawskiego żołnierz Armii Krajowej batalionu „Oaza”. Walczył na Sadybie. Po upadku powstania wyszedł z Warszawy z ludnością cywilną. Po wojnie odznaczony Krzyżem Armii Krajowej.  
Był specjalistą od budowy kanalizacji, wraz z ojcem (również inżynierem) Ludwikiem Piekarskim kanalizował Nowy Dwór Mazowiecki i Twierdzę Modlin. W latach 50. skanalizował Krasnystaw. Dziś w Krasnymstawie przy ulicy jego imienia znajduje się Miejskie Przedsiębiorstwo Wodociągów i Kanalizacji. 